# سید حسین موسوی افتخاری
سید حسین (مجید) موسوی افتخاری سرتیپ سپاه پاسداران انقلاب اسلامی است که از ۲۳ خرداد ۱۴۰۴ پس از ترور امیرعلی حاجی‌زاده توسط اسرائیل به‌عنوان فرمانده نیروی هوافضای سپاه پاسداران انقلاب اسلامی فعالیت می‌کند.‌ وی در فاصله سال‌های ۱۳۸۸ تا ۱۴۰۴ جانشین فرمانده نیروی هوافضای سپاه پاسداران بود.
در ۱۸ دسامبر ۲۰۲۴ وزارت امور خارجه ایالات متحده آمریکا در بیانیه‌ای اعلام کرد ایالات متحده آمریکا موسوی افتخاری، جانشین فرمانده هوافضای سپاه و دو نهاد مستقر در ایران را به دلیل حمایت آن‌ها در توسعه برنامه موشک‌های بالستیک و پهپادی جمهوری اسلامی، تحریم کرده است.